# Tisbury (Nouvelle-Zélande)

Tisbury est une banlieue de la cité la plus au sud de l’Île du Sud de la Nouvelle-Zélande qui est la cité d’Invercargill.

## Municipalités limitrophes
Le climat instable affecte souvent les récoltes dans le secteur de Tisbury.
En 2015, le temps froid continua jusqu’à Noël et les fermiers cultivant des légumes furent incapables de récolter les champs à temps .

## Démographie
Le secteur de Tisbury couvre 8,21 km2 et c’est une partie de la zone statistique de « Kennington-Tisbury» .
Il avait  une population 366 résidents lors du 2018 New Zealand census, en diminution de 36 personnes (−9,0 %) depuis le recensement de 2013, et en diminution de 9 personnes (2,5 %)  depuis le 2006  recensement de 2006 .
Il y avait 141 logements.
On compte 201 hommes et 162 femmes, donnant un sexe-ratio de 1,24 homme pour une femme, avec 66 personnes (18,0 %) âgées de moins de 15 ans, 48 personnes (13,1 %) âgées de 15 à 29 ans, 201 personnes (54,9 %) âgées de 30 à 64 ans, et 51 personnes (13,9 %) âgées de 65 ans ou plus.
L’ethnicité est pour  91,0 % européens/Pākehā, 13,1 % Māori, 0,8% peuples du Pacifique  et  4,1 % d’origine asiatique  (le total peut faire plus de 100 % dans la mesure où une personne peut s’identifier à de multiples ethnicités en fonction de leur parenté).
Bien que certaines personnes objectent à donner leur religion, 51,6 % n’ont aucune  religion, 37,7 % sont chrétiens, 0,8 % sont bouddhistes et 0,8 % ont une autre  religion.
Parmi ceux d’au moins 15 ans, 39 personnes (13,0 %) avaient un niveau de licence ou un degré supérieur et 75 personnes (25,0 %) n’ont aucune qualification formelle.
Le statut d’emploi de ceux d’au moins 15 ans d’âge 159 personnes (53,0 %) est : employées  à plein temps, 51 personnes (17,0% ) sont à temps partiel et  6 personnes (2,0 %) sont  sans emploi.

### Aire statistique de Kennington-Tisbury
Le secteur de Kennington-Tisbury couvre 37,11 km2 et a une population estimée à 1 600 résidents  en juin 2022 avec une densité de population de 43 personnes par km2.
La localité de « Kennington-Tisbury» avait une population de 1 443 habitants lors du recensement de 2018 en Nouvelle-Zélande, en augmentation de 126 personnes (9,6 %) depuis le  recensement de 2013 census, et une augmentation de 351 personnes (32,1 %) depuis le recensement de 2006 .
Il y a  528 logements.
On compte 756 hommes et 687 femmes donnant ainsi un  sexe-ratio de 1,1 homme pour une femme.
L’âge médian est de 43,5 ans (comparé avec les 37,4 ans au niveau national), avec 306 personnes (21,2 %) âgées de moins de 15 ans, 189 personnes (13,1 %) âgées de 15 à 29 ans , 723 personnes (50,1 %)  âgées de 30 à 64 ans, et 228 personnes (15,8 %) âgées de 65 ans ou plus.
L’ethnicité est pour 92,7 % européens/Pākehā, 12,3 % Māori, 0,8 % peuples du Pacifique , 2,3% d’origine asiatique et 1,5 % d’une autre ethnicité (le total peut faire plus de 100 % dans la mesure où une personne peut s’identifier à de multiples ethnicités selon sa parenté).
La proportion de personnes nées outre-mer était de 8,3 %, comparée avec les 27,1 % au niveau national.
Bien que certaines personnes objectent à donner leur religion, 50,5 % n’ont aucune  religion, 42,4 % sont chrétiens, 0,4 % sont bouddhistes et 0,6 % ont une autre religion.
Parmi  ceux d’au moins 15 ans d’âge, 174 personnes ((15,3 %) avaient un niveau de licence ou un degré supérieur et 252 personnes(22,2 %) n’ont aucune qualification formelle.
Le revenu médian est de 39,700 $, comparé avec les 31,800 $ de revenus au niveau national.
234 personnes (20,6 %) des personnes gagnent  plus de 70,000 $ comparées aux 17,2 % au niveau national.
Le statut d’emploi de ceux d’au moins 15 ans d’âg est pour 627 personnes (55,1 %) : employés à plein temps, pour 207 personnes (18,2 %) employés à temps partiels et 24 personnes (2,1 %) sont sans emploi.

## Éducation
L’école de « Tisbury school » est une école publique  allant des années 1 à 6 avec un effectif de 106 élèves en  mars 2022. L’école fut établie en 1891, mais fut détruite par le feu en 1945 et les salles de classe actuelles furent construites pour les remplacer .